# 海蘭 (印地安納州范德堡縣)
海蘭（英語：Highland）是位於美國印地安納州范德堡縣的一個人口普查指定地區。

## 人口
根據2010年美國人口普查的數據，海蘭的面積為6.00平方千米，當中陸地面積為6.00平方千米，而水域面積為0.00平方千米。當地共有人口4489人，而人口密度為每平方千米748.17人。